# Cunninghammyces fusisporus
Cunninghammyces fusisporus är en svampart som beskrevs av Boidin & Gilles 1993. Cunninghammyces fusisporus ingår i släktet Cunninghammyces och familjen Cyphellaceae.   Inga underarter finns listade i Catalogue of Life.